# Арменски арийски съюз
Арменски арийски съюз (Hay Ariakan Miabanowtyun) е крайно-дясна етноцентристка и антисемитска политическа партия в Армения. Неин лидер е Армен Аветисян, който през 2005 година е съден за насаждане на етническа омраза, при което му присъждат 3 години затвор. Причината е, че в поредица от интервюта той нарича евреите врагове на Армения.